# Milan Osterc
Milan Osterc (født 4. juli 1975 i Murska Sobota, Jugoslavien) er en slovensk tidligere fodboldspiller (angriber).
Osterc spillede 44 kampe og scorede otte mål for Sloveniens landshold i perioden 1997-2002. Han var med i den slovenske trup til EM 2000 i Belgien/Holland, slovenernes første slutrundedeltagelse nogensinde, og spillede alle landets tre kampe i turneringen. Han deltog også ved VM 2002 i Sydkorea/Japan, hvor han også spillede samtlige slovenernes tre kampe.
På klubplan repræsenterede Osterc blandt andet Olimpija Ljubljana og ND Gorica i hjemlandet, israelske Hapoel Tel-Aviv samt Le Havre i Frankrig.